# Lautverschiebung
Als Lautverschiebung werden systematische Lautwandelphänomene bezeichnet, die Gruppen artikulatorisch verwandter Phoneme betreffen. Sie können sprachhistorisch (diachron) oder innerhalb eines synchronen Sprachsystems auftreten (wie z. B. die Anlautmutationen der modernen keltischen Sprachen – hier sogar mit dezidierter morphologischer Funktion).
Bei einer Lautverschiebung wandeln sich nach derselben Regel verwandte Konsonanten und/oder Vokale in andere um. Zum Beispiel wird die lautliche Entsprechung der niederdeutschen stimmlosen Verschlusslaute in ihren homorganen Affrikaten der hochdeutschen Sprachvarietäten als die „hochdeutsche Lautverschiebung“ bezeichnet: ndl. paard :: dt. Pferd, ndl. tijd :: dt. Zeit, dt. Kopf :: schwyz. Chopf, wobei an der Verteilung der Varianten in den Dialekten festzustellen ist, dass diese Lautverschiebung für die einzelnen Artikulationsstellen von Nord nach Süd in unterschiedlichem Maße vollzogen wurde.
In undifferenzierter Ausdrucksweise wird der Begriff Lautverschiebung häufig auch synonym für Lautwandel im Allgemeinen verwendet.

## Geschichte
Lautverschiebungen lassen sich in der Geschichte vieler Sprachen beobachten. Sie treten schubweise auf, wobei der neue Zustand dann jahrhundertelang unverändert Bestand haben kann. Über die Auslöser so tiefgreifender Verschiebungen im Lautsystem einer Sprache besteht kein Konsens, da vermutlich nicht von einer einzigen, sondern unterschiedlichen Auslösern auszugehen ist, die zudem auch noch zusammenwirken können. Die wichtigsten bekannten Auslöser sind das Aufeinandertreffen unterschiedlicher Sprachvarietäten (Sprachkontakt) und die Vereinfachung artikulatorischer Abläufe aus physiologischen Gründen oder der Veränderung des Sprechtempos (Sprachökonomie).
In der Geschichte der deutschen Sprache wird der Begriff „Lautverschiebung“ in erster Linie für zwei ähnlich gelagerte Konsonantenverschiebungen benutzt, die vom Indogermanischen über das Germanische zum Deutschen geführt haben, die erste und die zweite Lautverschiebung.
Ein weiterer wichtiger Lautwandel, diesmal eine Vokalverschiebung, markiert den Übergang vom Mittelhochdeutschen zum Neuhochdeutschen und damit auch einen wichtigen Unterschied zu den meisten niederdeutschen Dialekten: die Diphthongierung von Langvokalen bzw. der Diphthongwandel.